# Fish River Canyon

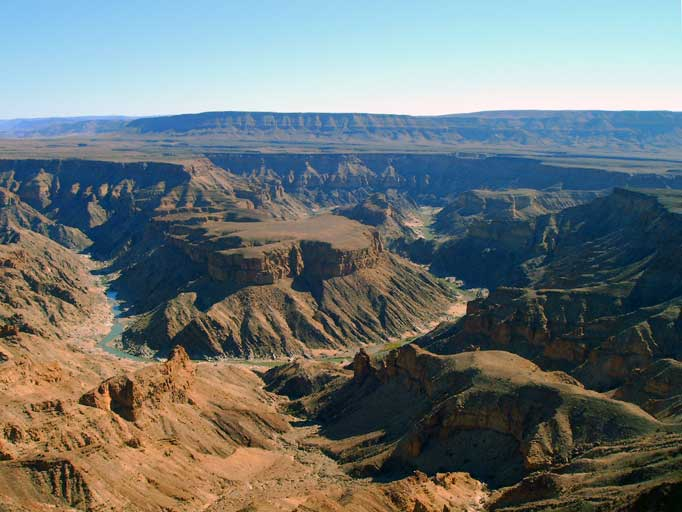
De Fish River Canyon

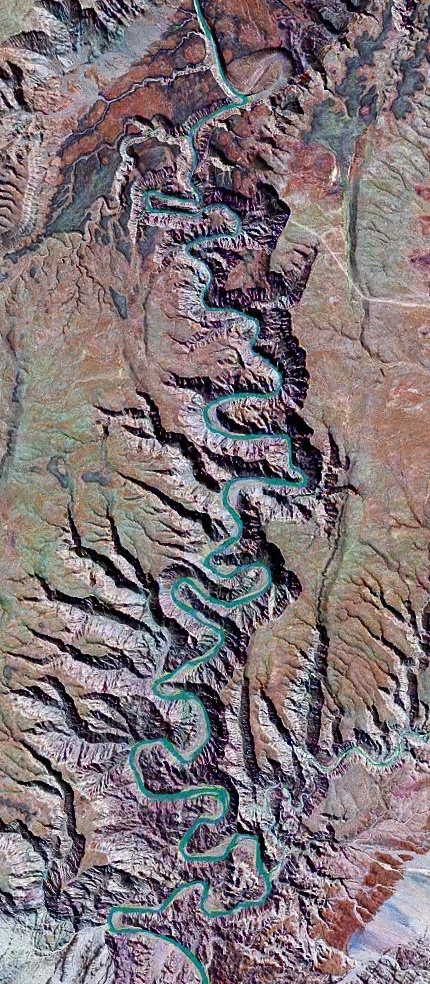
Fish River Canyon vanuit de Landsat 7-satelliet.

De Fish River Canyon of Visrivierkloof (Afrikaans: Visrivierkloof of Visrivier Afgronde, Duits: Fischfluss Canyon) in Namibië is de op een na langste canyon ter wereld, na de Grand Canyon in de Verenigde Staten. De kloof is circa 160 km lang, tot 27 km breed en is op sommige plaatsen tot 550 meter diep.
De canyon ligt aan de benedenloop van de Visrivier. Deze rivier vervoert niet het hele jaar door water en is niet bevaarbaar. Het water is oranjekleurig. De canyon begint bij het plaatsje Seeheim en eindigt bij Ai-Ais. Daarna mondt de rivier uit in de Oranjerivier langs de grens met Zuid-Afrika.
Het 90 kilometer lange wandelpad door de kloof is een van de populairste wandelroutes in Zuidelijk Afrika. Het is evenwel een zware wandeling, vaak bij heel hoge temperaturen. Er wordt ook aan trailrunning gedaan in de Fish River Canyon. De Zuid-Afrikaanse loper Ryan Sandes voltooide de wandeling in 2012 in minder dan 7 uur tijd.